# Flora Farnese
Flora Farnese – starożytna rzeźba marmurowa, uważana za rzymską kopię lub naśladownictwo greckiego oryginału z IV wieku p.n.e., przedstawiającego prawdopodobnie Afrodytę, być może nawiązująca do dzieła Praksytelesa. Znajduje się w zbiorach Narodowego Muzeum Archeologicznego w Neapolu. Odkryta przypuszczalnie z posągiem tzw. Pomony, stanowiła część większej grupy rzeźbiarskiej.
Mierząca 3,42 m wysokości rzeźba przedstawia żeńską postać odzianą w przylegający do ciała, podkreślający kształty chiton, z przepaską na wysokości bioder będącą przypuszczalnie dodatkiem kopisty. Część źródeł podaje, że odnaleziono ją w Termach Karakalli podczas wykopalisk przeprowadzonych z polecenia papieża Pawła III w latach 1545–1546. W rzeczywistości znana była już wcześniej, Marten Jacobszoon Heemskerk van Veen między 1532 a 1536 rokiem sporządził bowiem jej szkic. W 1550 roku posąg odnotowany jest w kolekcji rzymskiego Palazzo Farnese, gdzie umieszczono go jako ozdobę dziedzińca. W 1800 roku trafił do zbiorów Narodowego Muzeum Archeologicznego w Neapolu.
Rzeźba została poddana restauracji w latach 50. XVI wieku przez Guglielmo della Porta i pod koniec XVIII wieku przez Carlo Albaciniego. Uzupełnienia konserwatorskie obejmują głowę i lewą rękę postaci. Identyfikacja posągu jako wizerunku Flory jest dyskusyjna i zakwestionowano ją już w XVIII wieku. Wysuwano inne interpretacje, według których jest to przedstawienie Terpsychory, Erato, Spes, Wenus, Hebe, Wiktorii, jednej z Hor lub kurtyzany.
W XVII i XVIII wieku rzeźba doczekała się licznych replik, m.in. ustawionej w Panteonie w Stourhead, dłuta Johna Michaela Rysbracka. Jej marmurowa kopia, wykonana na zamówienie króla Stanisława Augusta Poniatowskiego przez włoskiego rzeźbiarza Pietro Staggiego, znajduje się w Łazienkach Królewskich w Warszawie, w budynku Starej Pomarańczarni.